# Simplicius (operett)
Simplicius är en operett i tre akter med musik av Johann Strauss den yngre och libretto av Victor Léon. Den framfördes första gången den 17 december 1887 på Theater an der Wien.

## Historia
Efter succén med Zigenarbaronen levererade dess textförfattare Ignaz Schnitzer raskt ett nytt libretto med titeln Der Schelm von Bergen, som handlade om en sympatisk skarprättare. Strauss hade flera anbud, men fastnade för "Skälmen från bergen". Vid samma tid fick dock Strauss erfara att den engelske kompositören Arthur Sullivan hade komponerat en operett med titeln Mikadon, som byggde på samma historia som den påbörjade Der Schelm von Bergen. Strauss lät genast meddela Schnitzer att ämnet därmed inte längre var tänkbart för en ny operett. I stället började han att intressera sig för en ung textförfattare vid namn Victor Léon. Denne hade nyligen haft framgång med operetten Der Doppelgänger. Léon bjöds hem till Strauss och tillfrågades om nya textböcker. Léon kände sig säkert smickrad av uppmärksamheten från den berömde kompositören och började att berätta om en ny textbok betitlad Simplicius Simplicissimus. Simplicius kan närmast översättas "Den enkle" eller "Den ursprunglige". Men det fanns en hake i Alfred Zamara, kompositören till Der Doppelgänger, som redan hade påbörjat kompositionsarbetet. Kombinationen av Strauss entusiasm för det berättade stoffet och Léons iver att nå berömmelse genom samarbetet med Strauss ledde till att Zamara helt enkelt köptes ut ur projektet. Strauss hade äntligen förvärvat en textbok som han trodde på: ett klassiskt, gammaltyskt verk (Den äventyrlige Simplicissimus) av Hans Jakob Christoffel von Grimmelshausen låg till grund för librettot. Gammaltyska berättelser var på modet och handlingen rörde sig i gränslandet mellan opera och operett.
Strauss hade blivit mycket förtjust i den första akten när Léon berättade innehållet. Andra akten föll honom också i smaken, men den tredje akten ville Strauss korta av betydligt. "Publiken kommer att gå hem från teatern mycket gladare till sinnes kl. 22 än om den tvingas att sitta kvar till 22.45 utan att någonting ytterligare händer", sade Strauss till Léon. Strauss hade varit bortskämd med att textförfattaren och kompositören Richard Genée hade bistått med sitt kunnande. Genée visste vilka fordringar en kompositör ställer på ett textmaterial; han hade tillrättalagt texterna så att de lämpade sig för sång och ändrat texterna så att de anpassade sig till Strauss melodiska infall. I fråga om Zigenarbaronen hade kompositionsarbetet följt ett annat koncept, där librettisten och kompositören resonerade igenom varje enskild scen varpå musiken komponerades och den slutgiltiga texten utformades efter musiken. I Simplicius använde Strauss för första gången den gängse metoden: kompositören tonsätter en helt färdigskriven text.  Vid arbetet med tidigare Straussoperetter hade texter och partiturblad åkt fram och tillbaka mellan librettisterna och komponisten. Nu kunde Strauss utforma ett helt partitur från början till slut. Strauss fick på allvar gripa sig an problematiken med textbearbetning, som han tidigare bara behövt i fråga om körkompositionerna Wein, Weib und Gesang (op. 333) och Bei uns z'Haus (op. 361).
När Simplicius låg klar hade den ursprungliga treakters operetten kortats till ett förspel med två akter. Stilmässigt låg den första delen i operans sfär medan de två akterna balanserade mellan opera och operett. Premiären var fastställd till den 17 december 1887 på Theater an der Wien. Generalrepetitionen gick lysande och alla förväntade sig en långvarig succé för den nya operetten.

### Premiär

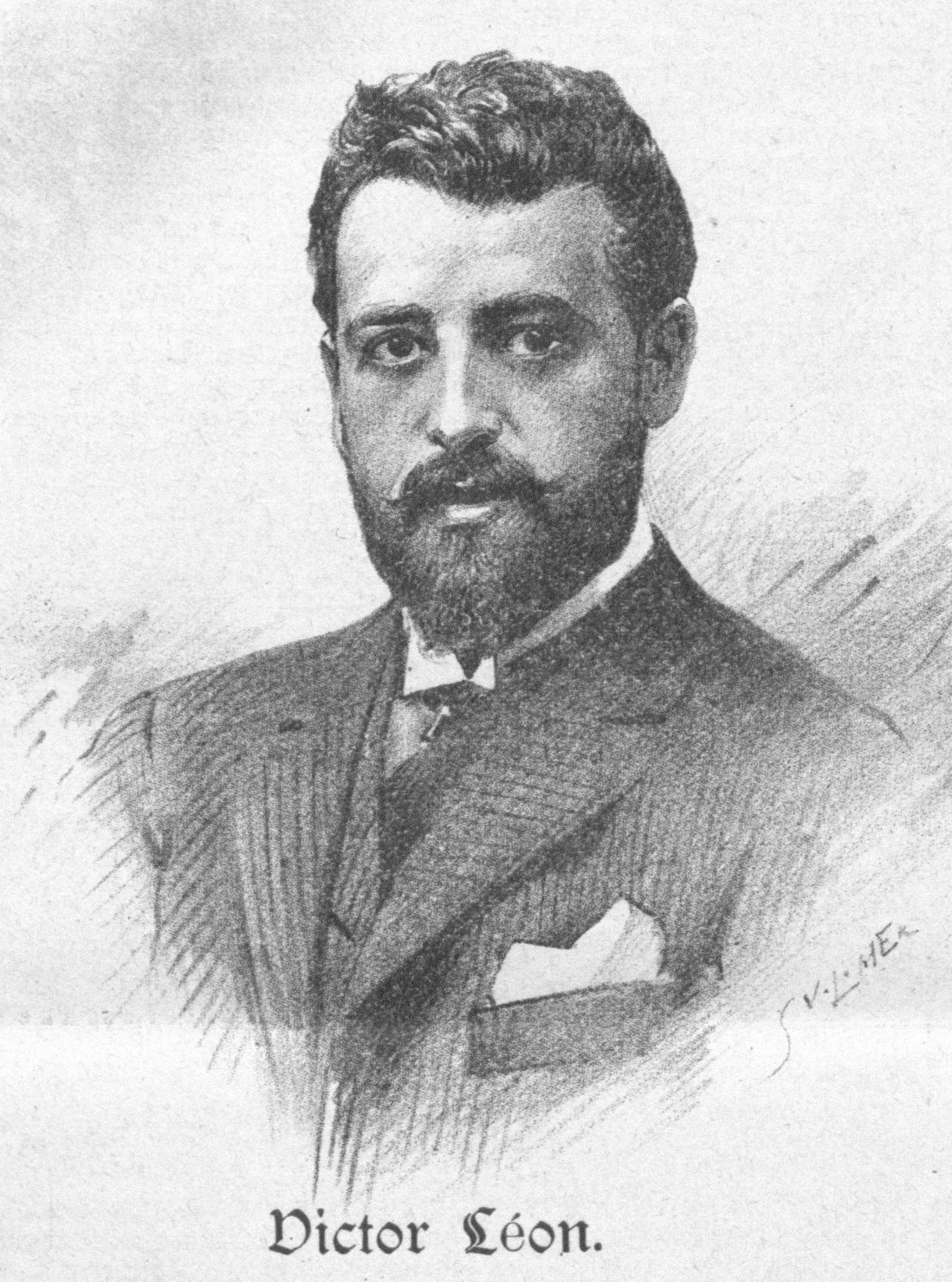
Victor Léon

Lördagskvällen den 17 december 1887 klockan 19.00 var salongen på Theater an der Wien fullsatt. Johann Strauss steg upp på dirigentpulten, bugade för publiken och gav tecken till pukslagaren att inleda ouvertyren med fyra solotakter innan den första klarinettisten och de övriga musikerna efter hand grep in i musicerandet. Förspelet och första akten gick förträffligt med kraftiga applåder och bravorop. Men i början av andra akten reste sig en dam på främre parketten och ropade att det luktade brandrök. Endast sex år hade gått sedan Ringtheater brunnit ned med hundratals dödsoffer. Några på läktaren ropade att föreställningen skulle stoppas och strax utbröt tumult i teatern. Från alla håll trängde upprörda människor på för att komma till utgångarna. Några hundratal lämnade teatern och snart ryktades det i staden att Theater an der Wien stod i ljusan låga. I verkligheten grep Johann Strauss in genom att höja taktpinnen och fortsätta spelet. Den kvarvarande publiken lugnade sig och föreställningen kunde slutföras. Trots omfattande undersökningar kunde man aldrig konstatera någon form av brand. Det spekulerades i att en av barnstatisterna kommit för nära en gaslåga med en hattfjäder, men inget sådant framkom under den kommande polisutredningen.
Simplicius fick god kritik av publik och press men det skrevs mer om uppståndelsen i sista akten än om pjäsen som sådan. Musiken fick mycket beröm, likaså överöstes scenarbetet och dekoren med lovord. Skådespelarna kunde också skörda rikligt med beröm. Texten blev däremot föremål föremål för åtskillig kritik för sitt pendlande mellan skämt och allvar. Somliga recensenter föredrog det allvarliga förspelet och första akten, medan Wiens tongivande kritiker, Eduard Hanslick, föredrog den operettartade sista akten. Totalt sett var omdömena positiva och stycket förutspåddes en lysande fortsättning. Men så blev det inte. Simplicius spelades knappt en månad; den 15 januari 1888 gavs den 29:e och sista föreställningen. Simplicius skulle också bli den sista av Strauss operetter som han dirigerade själv.
Det har givits olika förklaringar till verkets öde. Många trodde att paniken i sista akten var ett välriktat attentat mot föreställningen och mot Strauss. Man skall hålla i minnet att Strauss den 15 augusti - endast ett par månader tidigare - hade gift sig med en judinna (Adèle Strauss) och till råga på allt konverterat till protestantismen. Detta hade många rättrogna katoliker svårt att smälta. Än fler var de nationalister som med stor indignation hade sett hur Strauss avsagt sig sitt österrikiska medborgarskap, ett faktum som man inte ens hundra år efteråt så gärna talar om i Wien.
Föreställningar av Simplicius var inbokade i Berlin, Sankt Petersburg, Graz och Budapest. Förbättringar av dialogen hade gjorts i Wien efterhand som publikreaktionerna kunde avläsas under föreställningarna. Men till de efterföljande teatrarna företogs flera ändringar. Den 10 november 1888 presenterades en andra version av Simplicius på Nya tyska teatern i Prag. Då hade författaren Ludwig von Dóczy bearbetat texterna och ändrat operetten så att den omfattade tre akter. Strauss som mestadels ryckt på axlarna åt sina tidigare misslyckanden ville inte släppa taget om denna operett. Tillsammans med skriftställaren Carl Lindau företog han en tredje omarbetning i syfte att lätta upp handlingen för att ge hela stycket mer av operettkaraktär. Sedan lär han ha yttrat: "Om den simple inte lyckas den här gången heller, låter vi honom vila i frid!" Ridån gick upp för nypremiären på Theater an der Wien den 19 september 1894, men gick slutligen ned igen den 21 oktober och hade då framförts sammanlagt 40 gånger på denna scen. Det ursprungliga partituret, handskrivet av Johann Strauss, finns bevarat i Wiener Stadtbibliotheks samlingar. Det är tyvärr inte komplett. Sex sidor finns, lustigt nog, inbundna i originalpartituret till En natt i Venedig, som bevaras i Stanforduniversitetets bibliotek i USA. De ursprungliga handskrifterna återfanns på 1990-talet och såldes av antikvariat Inlibris i Wien till Zürichoperan, som i sin tur satte upp stycket och lyckosamt framförde det under 1999.

## Personer
| Roller                                    | Stämma      |
| ----------------------------------------- | ----------- |
| Eremiten Wendelin von Grübben             | tenor       |
| Simplicius, hans yngre son                | tenor       |
| General von Vliessen                      | baryton     |
| Hildegarde, hans dotter                   | sopran      |
| Arnim von Grübben, broder till Simplicius | tenor       |
| Melchior, en astrolog                     | baryton     |
| Ebba, en svensk spion                     | mezzosopran |
| Schnapslotte, marketenterska              | sopran      |
| Tilly, hennes dotter                      | sopran      |
| Haidvogel                                 | tenor       |

## Handling
Förspelet utspelas i en skog sommaren 1644. En eremit har medfört sin son från späd ålder till en enkel eremitboning. Sonen har fått växa upp med fadern och är helt ovetande om andra människor. Medan han en dag som bäst är i färd med att plocka svampar och ätliga rötter uppenbarar sig en trupp bepansrade ryttare från det pågående trettioåriga kriget. De har ridit vilse och fordrar att ynglingen skall följa dem som vägvisare. Den skräckslagne pojken försöker att undkomma men tvingas så småningom med till ett fältläger. 
Första akten tilldrager sig i en lägerplats utanför Olmütz. I lägret finns bland annat en brännvinsutskänkerska och hennes vackra dotter Tilly. 
I den sista akten har Simplicius börjar vänja sig och blivit en charmerande ung man. Innan operetten är till ända framkommer att eremiten i själva verket är riksbaronen von Grübben, som efter en olycka under en batalj beslutat att vända våldet och människorna ryggen. Han tror sig vara skyldig till sin broders död.

## Musiken
- Ouvertyr
- Nr. 1 Musikalisk scen och Lied: In einsam ruhiger Betrachtung (Eremiten)
- Nr. 2 Lied: Die Jungfrau strahlt in hellem Glanze (Melchior)
- Nr. 3 Musikalisk scen: Vater! O Vater! Beruhige Dich (Simplicius, Eremiten)
- Nr. 4 Ensemble: Sakrament, Element! (Soldater, Simplicius, Generalen)
- Nr. 5 Final I: Fort, nur fort, fort von hier! (Generalen, Soldater, Simplicius, Eremiten)
- Nr. 5a Entre'act (Orkester)
- Nr. 6 Introduktion (2.Akt): Trommeln dröhnen, es ist Tag (Soldater, Generalen, Kyrassiärer)
- Nr. 7 Lied: Seitdem ich meinen Wald verliess (Simplicius)
- Nr. 8 Lied: Im ganzen Land hat sich entbrannt (Arnim)
- Nr. 8a Lied: Bald war in Schlummer ich gesunken (Hildegarde)
- Nr. 9 Melodram och Duett: Sei froh, wenn du die Männer erst kennlernst (Schnapslotte, Generalen)
- Nr. 10 Final II: Nur schnell das Fest improvisiert (Alla förutom Eremiten)
- Nr. 10a Förspel till akt III (Orkester)
- Nr. 11 Melodram och Walzer-Romanze: Ob ich Simplicius jemals wieder finde? (Eremiten)
- Nr. 12 Ensemble: Wo ist er denn? (Bönder, Generalen, Soldater, Simplicius)
- Nr. 12a Der Frühling lacht es singen die Vögelein
- Nr. 13 Duett: Also du bist ein Freiersmann (Tilly, Simplicius)
- Nr. 14 Lied: Bei Glockenklang mit frohem Tanz (Fångar, Ebba, Schnapslotte) också känd som Glockenlied
- Nr. 15 Kvartett: Im deutschen Strom (Tilly, Hildegarde, Arnim, Simplicius, Kör)
- Nr. 16 Donauweibchen-Walzer (Orkester) som opus 427 också känt som ett separat orkesterstycke
- Nr. 17 Final III (Schlussgesang): Nun denk ich wieder gern (Alla)

Under många år hade familjen Strauss gjort reklam för olika kompositörers operor och operetter genom att sammanställa egna orkesterverk med teman från verken. I och med Indigo und die 40 Räuber påbörjade Johann Strauss ett liknande tillvägagångssätt men denna gång med sina egna operetter. Utifrån musiken till Simplicius sammanställde han sammanlagt sju separata orkesterverk:
- Donauweibchen, Vals, Opus 427
- Reitermarsch, Marsch, Opus 428
- Simplicius-Quadrille, Kadrilj, Opus 429
- Soldatenspiel, Polka-française, Opus 430
- Lagerlust, Polkamazurka, Opus 431
- Muthig Voran, Schnellpolka, Opus 432
- Altdeutscher Walzer, Vals, utan opusnummer